# اريك كامينغ
اريك كامينغ (بالإنجليزية: Eric Cumming)‏ هو لاعب كرة قدم أسترالية أسترالي، ولد في 23 ديسمبر 1923، وتوفي في 23 فبراير 1964.

## وصلات خارجية
- اريك كامينغ على موقع AustralianFootball.com (الإنجليزية)
- اريك كامينغ على موقع AFLtables.com (الإنجليزية)